# 아르빌
아르빌(아랍어: اربيل, 쿠르드어: ھەولێر 에르빌, 영어: Arbil)은 이라크 쿠르드 자치구에 위치한 도시로, 이라크 전체에서는 바그다드, 바스라, 모술에 이어 네번째로 큰 도시이다. 모술의 동쪽으로부터 80km 떨어져 있으며, 쿠르드 자치구의 수도이다.
아르빌의 역사는 적어도 기원전 6000년 전으로 거슬러 올라가며, 과거부터 지금까지 사람이 살고 있는 오래된 도시 중 하나이다. 도시 중앙에는 고대의 아르빌 요새가 있다. 후르리인들이 최초로 도시를 세웠고 북부 메소포타미아로 영역을 넓혀갔다. 그 후로, 아르빌은 아시리아, 바빌로니아, 페르시아, 아바스 왕조, 오스만 제국의 통치를 받아왔다.

## 어원
아르빌이라는 이름은 수메르의 성서에 “위쪽에 있는 도시”라는 뜻을 가진 우르빌룸(Urbilum) 혹은 우르벨룸(Urbelun)의 형태로 나온다.

## 기후
| Erbil의 기후                                                                             | Erbil의 기후 | Erbil의 기후 | Erbil의 기후 | Erbil의 기후 | Erbil의 기후 | Erbil의 기후 | Erbil의 기후 | Erbil의 기후 | Erbil의 기후 | Erbil의 기후 | Erbil의 기후 | Erbil의 기후 | Erbil의 기후 |
| 월                                                                                       | 1월          | 2월          | 3월          | 4월          | 5월          | 6월          | 7월          | 8월          | 9월          | 10월         | 11월         | 12월         | 연간         |
| ---------------------------------------------------------------------------------------- | ------------ | ------------ | ------------ | ------------ | ------------ | ------------ | ------------ | ------------ | ------------ | ------------ | ------------ | ------------ | ------------ |
| 일평균 최고 기온 °C (°F)                                                                 | 12.4 (54.3)  | 14.2 (57.6)  | 18.1 (64.6)  | 24.0 (75.2)  | 31.5 (88.7)  | 38.1 (100.6) | 42.0 (107.6) | 41.9 (107.4) | 37.9 (100.2) | 30.7 (87.3)  | 21.2 (70.2)  | 14.4 (57.9)  | 27.2 (81.0)  |
| 일일 평균 기온 °C (°F)                                                                   | 7.4 (45.3)   | 8.9 (48.0)   | 12.4 (54.3)  | 17.5 (63.5)  | 24.1 (75.4)  | 29.7 (85.5)  | 33.4 (92.1)  | 33.1 (91.6)  | 29.0 (84.2)  | 22.6 (72.7)  | 15.0 (59.0)  | 9.1 (48.4)   | 20.2 (68.3)  |
| 일평균 최저 기온 °C (°F)                                                                 | 2.4 (36.3)   | 3.6 (38.5)   | 6.7 (44.1)   | 11.1 (52.0)  | 16.7 (62.1)  | 21.4 (70.5)  | 24.9 (76.8)  | 24.4 (75.9)  | 20.1 (68.2)  | 14.5 (58.1)  | 8.9 (48.0)   | 3.9 (39.0)   | 13.2 (55.8)  |
| 평균 강우량 mm (인치)                                                                    | 111 (4.4)    | 97 (3.8)     | 89 (3.5)     | 69 (2.7)     | 26 (1.0)     | 0 (0)        | 0 (0)        | 0 (0)        | 0 (0)        | 12 (0.5)     | 56 (2.2)     | 80 (3.1)     | 540 (21.2)   |
| 평균 강우일수                                                                            | 9            | 9            | 10           | 9            | 4            | 1            | 0            | 0            | 1            | 3            | 6            | 10           | 62           |
| 평균 강설일수                                                                            | 1            | 0            | 0            | 0            | 0            | 0            | 0            | 0            | 0            | 0            | 0            | 0            | 1            |
| 평균 상대 습도 (%)                                                                       | 75           | 70           | 65           | 59           | 42           | 29           | 25           | 28           | 31           | 44           | 61           | 76           | 50           |
| 출처 1: Climate-Data.org, My Forecast for records, humidity, snow and precipitation days |              |              |              |              |              |              |              |              |              |              |              |              |              |
| 출처 2: What's the Weather Like.org, Erbilia                                             |              |              |              |              |              |              |              |              |              |              |              |              |              |

## 역사

### 고대
아르빌은 기원전 2000년경부터 기원전 608년까지 아시리아 도시였다. 아시리아를 점령한 페르시아의 수도이기도 했다.
약 천년 뒤, 메디아의 왕 키야카레스가 다수의 고대 이란인들을 정착시켰다. 페르시아의 왕 키루스 2세가 기원전 547년 아시리아를 점령했고 아케메네스 왕조의 속주를 건설했다. 메디아의 왕 프라오르테스가 주도한 반란이 다리우스 1세에 의해 평정된 후에는 이란인들이 계속해서 저행했다. 다리우스 1세는 군대를 보냈고, 기원전 521년 여름 반란을 잠재웠다.
아르빌은 로마 제국과 페르시아 사이에서 분쟁적인 지역이 되었다. 고대의 시리아 왕국 아디아베네는 아르빌을 수도로 삼았다. 이들 귀족들은 유대교로 개종했고, 곧 민중들이 기독교로 개종하기 시작하며 중세 시대까지 동방 시리아 기독교의 중심이 되었다.

## 중세
중세 시대에 아르빌은 우마이야 왕조, 압바스 왕조, 부이드 왕조, 셀주크 제국의 통치를 받은 후 투르크멘 국가의 지배를 거쳐 일 칸국, 잘라이르 왕조, 카라코윤루, 아크코윤루의 지배를 받았다.
아르빌은 바그다드와 모술을 있는 주요 교역로로써 역할을 했다.

## 현대

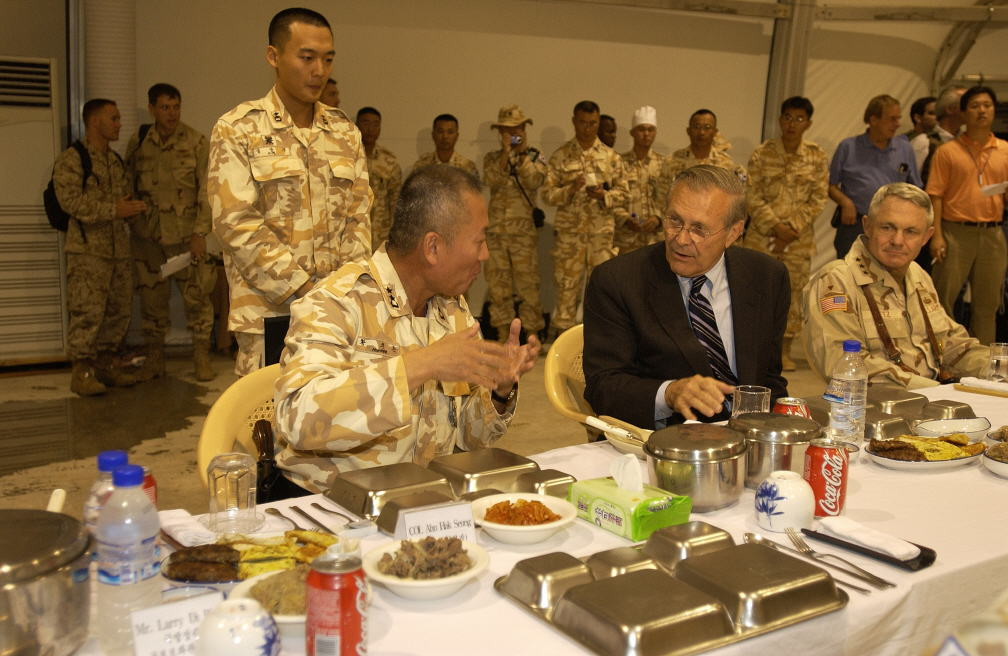
아르빌의 자이툰 부대를 방문한 럼스펠드 미국 국방장관

1970년 이라크 정부와 협상 끝에 쿠르드 자치구 의회를 설립했으나 1991년 걸프 전쟁 말기에 일어난 쿠르드인 봉기 이전까지는 사담 후세인이 사실상 지배했다. 입법부는 1990년대 중반 쿠르디스탄 애국 동맹과 쿠르디스탄 민주당 사이의 싸움으로 인해 기능을 멈추었다. 쿠르디스탄 민주당이 1996년 이라크의 도움을 받아 아르빌을 점령했다. 곧 쿠르디스탄 애국 동맹은 술라이마니야에 다른 쿠르디스탄 정부를 세웠다. 쿠르디스탄 민주당은 1996년 3월 쿠르디스탄 애국 동맹이 이란에게 지원을 요청했다고 주장했다. 외세의 공격을 고려한 쿠르디스탄 민주당은 이라크 정부에게 도움을 요청했다.
아르빌의 쿠르드 의회는 1997년 평화 협정 이후 재소집되었으나 실권은 없었다. 쿠르드 의회는 단지 서부와 북부의 지역만 통치했다.
2003년 이라크 침공때 미국 특수 임무 부대가 아르빌 외곽 지역에 본부를 두었다. 2003년 4월 10일 아르빌의 시민들은 바트당 정권의 붕괴 이후 열광적인 축전을 벌였다.
대한민국 육군의 자이툰 부대가 아르빌에 주둔했었다.

## 사진

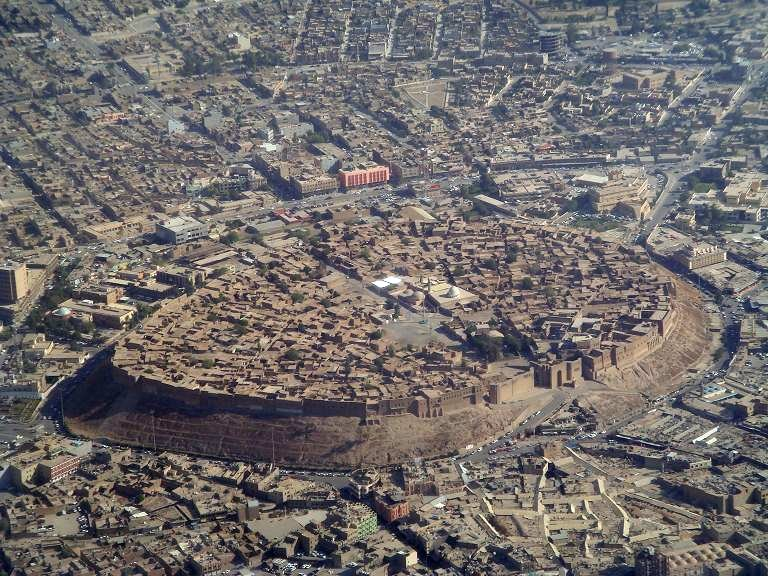
아르빌 중심에 위치한 요새
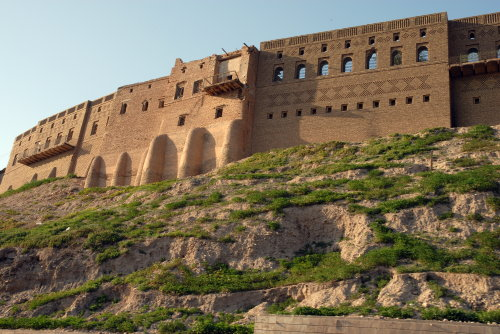
아르빌 요새의 성벽

## 같이 보기
- 이라크
- 쿠르드 자치구